# Helina phantodonta
Helina phantodonta är en tvåvingeart som beskrevs av Feng 2004. Helina phantodonta ingår i släktet Helina och familjen husflugor. Inga underarter finns listade i Catalogue of Life.